# Diadegma satanicolor
Diadegma satanicolor är en stekelart som beskrevs av Aubert 1971. Diadegma satanicolor ingår i släktet Diadegma och familjen brokparasitsteklar. Inga underarter finns listade i Catalogue of Life.